# Hej, skarbie
Hej, skarbie (tyt. org. Precious: Based on the Novel „Push” by Sapphire) – amerykański dramat filmowy w reżyserii Lee Danielsa z 2009 roku. Scenariusz autorstwa Geoffreya Fletchera oparto na powieści Push pióra Sapphire. W tytułową rolę Precious wcieliła się debiutująca na ekranie, ówcześnie 24-letnia Gabourey Sidibe.
Obraz jeszcze bez dystrybutora miał swoją premierę podczas Festiwalów Filmowych w Sundance i Cannes w 2009 roku. Na Sundance Film Festival, film zdobył Nagrodę Publiczności oraz Wielką Nagrodę Jury dla najlepszego dramatu, jak i również Nagrodę Specjalną Jury dla najlepszej aktorki drugoplanowej – Mo’Nique. Po wyświetleniu filmu w Sundance w lutym 2009 roku, Tyler Perry oświadczył, że on i Oprah Winfrey zapewnią wsparcie promocyjne filmu, który został dystrybuowany przez Lions Gate Entertainment.
Film otrzymał wiele nagród i nominacji, w tym trzy Złote Globy oraz nominacje do nagród Gildii Aktorów Filmowych i sześć nominacji do Oscara.

## Opis fabuły
Rok 1987. Otyła czarnoskóra analfabetka, 16-letnia Claireece „Precious” Jones (Gabourey Sidibe), mieszka w Harlemie wraz ze swoją dysfunkcyjną matką, Mary Lee (Mo’Nique). Precious jest w drugiej ciąży ze swoim ojcem, Carlem i cierpi z powodu fizycznego, psychicznego i seksualnego wykorzystywania przez swoją bezrobotną matkę. Rodzina mieszka w socjalnej kamienicy i utrzymuje się z zasiłków. Pierwsze dziecko Precious, znane jest jako „Mongo” (skrót od „Mongoloid”), cierpi na zespół Downa i jest pod opieką babci.
Po odkryciu przez Precious, że jest w ciąży z drugim dzieckiem, zostaje zawieszona w prawach ucznia. Dyrektor szkoły, do której uczęszcza, organizuje jej przeniesienie do szkoły alternatywnej. Precious ma nadzieję, że to pomoże zmienić kierunek jej życia. Dziewczyna znajduje czasowe wyjście ze swoich traumatycznych doświadczeń poprzez ucieczkę w wyobraźnię i fantazję. Mimo że jest gwałcona przez swojego ojca, patrzy w sufit i wyobraża sobie udział w teledysku, w którym to ona jest gwiazdą i skupia uwagę. Patrząc w albumy z fotografiami, wyobraża sobie własne sesje. Kiedy patrzy w lustro, widzi ładną, białą, chudą blondynkę. W jej umyśle istnieje inny świat, w którym jest kochana i doceniona.
Inspirowana przez swoją nową nauczycielkę, pannę Blu Rain (Paula Patton), Precious zaczyna uczyć się czytania. Precious sporadycznie spotyka się z pracownikiem socjalnym, panią Weiss (Mariah Carey), która dowiaduje się o kazirodztwie w domu, gdy Precious nieświadomie mówi jej o tym. Dziewczyna rodzi swoje drugie dziecko, któremu nadaje imię Abdul. W szpitalu Precious, spotyka Johna McFaddena (Lenny Kravitz), pielęgniarza, który okazuje jej miłość. Po chrzcie trzydniowego Abdula, Mary uderza Precious. Dziewczyna zabiera syna i ucieka z domu na stałe. Wkrótce po opuszczeniu domu, Precious otrzymuje pomoc od panny Blu Rain.
Przygnębiona Precious spotyka się z panną Weiss w jej biurze i kradnie swoje akta. Precious opowiada o szczegółach sprawy swoim koleżankom z klasy i rozpoczyna samodzielne życie. Matka dziewczyny wkracza w jej życie, aby poinformować Precious, że jej ojciec zmarł na AIDS. Następnie Precious dowiaduje się, że jest nosicielem wirusa HIV, ale jej syn, Abdul już nie. Matka i córka nawzajem widzą się po raz ostatni w biurze pani Weiss, gdzie Mary, pytana przez Weiss, opowiada o wykorzystywaniu Precious i odkrywa szczegóły zadawanych dziewczynie cierpień. Film kończy się rozwiązaniem problemów Precious i nadzieją na lepsze życie dla niej i jej dzieci. Dziewczyna zrywa więzi z matką i planuje ukończyć szkołę.

## Obsada

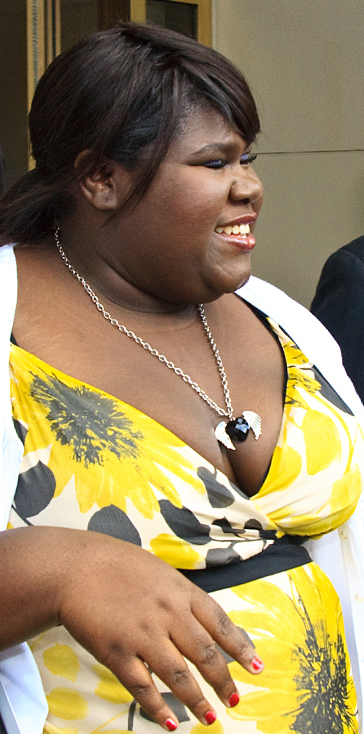
Gabourey Sidibe podczas prezentowania filmu na Międzynarodowym Festiwalu Filmowym w Toronto w 2009 roku

- Gabourey Sidibe jako Claireece „Precious” Jones
- Mo’Nique jako Mary Lee Jones
- Paula Patton jako panna Blu Rain
- Mariah Carey jako pani Weiss
- Lenny Kravitz jako pielęgniarz John McFadden
- Sherri Shepherd jako Cornrows
- Nealla Gordon jako Pani Sondra Lichtenstein
- Stephanie Andujar jako Rita Romero
- Chyna Layne jako Rhonda Johnson
- Amina Robinson jako Jermaine Hicks
- Xosha Roquemore jako Jo Ann
- Angelic Zambrana jako Consuela

i inni
We wrześniu 2007 r., 24-letnia Gabourey Sidibe została obsadzona w roli Claireece „Precious” Jones. Została wybrana z ponad 300 młodych dziewcząt, które zostały przesłuchane na castingach w całym kraju. Sidibe nigdy wcześniej nie miała żadnego doświadczenia aktorskiego.
Mariah Carey została obsadzona jako pani Weiss, pracownika socjalnego, który wspiera Precious podczas jej walki o lepsze życie. We wrześniu 2008 r. Carey opisała swoją postać jako „nie bardzo sympatyczną osobę, ale też niepowierzchowną”. Carey i Daniels wcześniej pracowali razem nad filmem Tennessee. Daniels powiedział, że zatrudnił Carey, bo był pod „wielkim wrażeniem” jej możliwości aktorskich. W filmie wystąpiła też w epizodycznej roli autorka książki, Sapphire.
Paula Patton, została obsadzona w roli panny Blu Rain, nauczycielki Precious ze szkoły alternatywnej. Patton stwierdziła, że jej postać uczy Precious „czytać i pisać od podstaw oraz popycha ją do wiary w siebie i do realizacji wszystkiego, co jest możliwe”. Mo’Nique została obsadzona jako Mary Lee Jones, matka głównej bohaterki, która fizycznie wykorzystuje córkę. Mo’Nique i Daniels poprzednio pracowali razem w 2005 roku przy filmie Zawód zabójca.
Lenny Kravitz został obsadzony jako John McFadden, pielęgniarz, który okazuje życzliwość Precious. Dla Kravitza to debiut w filmie.

## Nagrody i nominacje
Oscary 2010
- najlepsza aktorka drugoplanowa – Mo’Nique[2]
- najlepszy scenariusz adaptowany – Geoffrey Fletcher
- nominacja: najlepszy film – Lee Daniels, Sarah Siegel-Magness i Gary Magness
- nominacja: najlepszy reżyser – Lee Daniels
- nominacja: najlepsza aktorka pierwszoplanowa – Gabourey Sidibe
- nominacja: najlepszy montaż – Joe Klotz

Złote Globy 2009
- najlepsza aktorka drugoplanowa – Mo’Nique
- nominacja: najlepszy film dramatyczny
- nominacja: najlepsza aktorka w filmie dramatycznym – Gabourey Sidibe

Nagroda BAFTA 2009
- najlepsza aktorka drugoplanowa – Mo’Nique
- nominacja: najlepszy film – Lee Daniels, Sarah Siegel-Magness i Gary Magness
- nominacja: najlepsza aktorka pierwszoplanowa – Gabourey Sidibe
- nominacja: najlepszy scenariusz adaptowany – Geoffrey Fletcher

Independent Spirit Awards 2009
- najlepszy film – Lee Daniels, Sarah Siegel-Magness i Gary Magness
- najlepszy reżyser – Lee Daniels
- najlepszy pierwszy scenariusz – Geoffrey Fletcher
- najlepsza aktorka pierwszoplanowa – Gabourey Sidibe
- najlepsza aktorka drugoplanowa – Mo’Nique

Nagroda Satelita 2009
- najlepszy scenariusz adaptowany – Geoffrey Fletcher
- najlepsza aktorka drugoplanowa – Mo’Nique
- 10 najlepszych filmów roku 2009
- wyróżnienie dla nowego talentu – Gabourey Sidibe
- nominacja: najlepszy film dramatyczny
- nominacja: najlepszy reżyser – Lee Daniels
- nominacja: najlepsza piosenka I Can See in Color – Mary J. Blige

Nagroda Gildii Aktorów Filmowych 2009
- najlepsza aktorka drugoplanowa – Mo’Nique
- nominacja: najlepsza aktorka pierwszoplanowa – Gabourey Sidibe
- nominacja: najlepsza obsada filmowa – Mariah Carey, Lenny Kravitz, Mo’Nique, Paula Patton, Sherri Shepherd i Gabourey Sidibe